# Isoperla mormona
Isoperla mormona és una espècie d'insecte plecòpter pertanyent a la família dels perlòdids.

## Descripció
- La larva mascle fa entre 7 i 9 mm de llargària corporal.[7]

## Hàbitat
En el seu estadi immadur és aquàtic i viu a l'aigua dolça, mentre que com a adult és terrestre i volador (del maig a l'agost).

## Distribució geogràfica
Es troba a Nord-amèrica: el Canadà (la Colúmbia Britànica), els Estats Units (Arizona, Califòrnia, Colorado, Idaho, Montana, Nou Mèxic, Oregon, Utah i Washington) i Mèxic (la Baixa Califòrnia), incloent-hi el riu Colorado, les muntanyes Rocoses, la serralada de les Cascades, Sierra Nevada i les muntanyes de la Costa.